# Stelnica
Stelnica is een Roemeense gemeente in het district Ialomița.
Stelnica telt 1710 inwoners.